# Curitiba
Curitiba (portugheza braziliană: [kuɾitʃibɐ]) este capitala și cel mai mare oraș al statului brazilian Paraná. Populația orașului este de aproximativ 1.760.500 de oameni în 2010, fiind al optulea cel mai populat oraș din țară, și cel mai mare din Regiunea Sud.Zona Metropolitana Curitiba cuprinde 26 de municipii,  cu o populație totală de peste 3,2 milioane (estimare IBGE în 2010), ceea ce înseamnă că este a șaptea cea mai populată din țară.
Curitiba este un important centru cultural, politic și economic în America Latină.  Orașul este așezat pe un platou la altitudinea de 932 de metri deasupra nivelului mării. Acesta este situat la 105 km (65 km) vest de portul maritim Paranaguá și este deservit de către aeroporturile Afonso Pena și Bacacheri. Orașul găzduiește Universitatea Federală din Paraná, înființată în 1912.
În 1700 Curitiba era așezat într-o locație favorabilă între zona de creștere a bovinelor și piețele de desfacere, ceea ce a dus la un comerț de succes cu vite și prima perioadă de extindere majoră a orașului. Mai târziu, între 1850 și 1950, a crescut ca urmare a devoltării industriei forestiere și sectorului agricol în statul Paraná. În anii 1850 valuri de imigranți din Europa au ajuns în Curitiba, în special germani, italieni, polonezi și ucraineni, care au contribuit la dezvoltarea economică și culturală a orașului. În prezent, sosesc numai un număr mai mic de imigranți străini, în primul rând din Orientul Mijlociu și alte țări din America Latină.
Dezvoltarea orașului s-a amplificat după 1950, cu ajutorul planificării urbane inovatoare, populația a cresut de la câteva sute de mii la mai mult de un milion de oameni. Economia municipalității Curitiba se bazează pe industrie și servicii și este a patra cea mai mare din Brazilia. Creșterea economică a atras un număr substanțial de brazilieni din alte orașe ale țării, aproximativ jumătate din populația orașului nu s-a născut aici.
Curitiba are unul dintre cele mai mari Indici ai dezvoltării umane din Brazilia, fiind de 0,856. În 2010 a fost distins cu premiul Oraș Global Durabil, acordat orașelor și municipiilor care excelează în dezvoltarea urbană durabilă. Potrivit revistei americane Reader's Digest, Curitiba are cea mai bună calitate a vieții dintre „marile orașe latino-americane”.

## Climă
| Date climatice pentru Curitiba (1961–1990)                             | Date climatice pentru Curitiba (1961–1990) | Date climatice pentru Curitiba (1961–1990) | Date climatice pentru Curitiba (1961–1990) | Date climatice pentru Curitiba (1961–1990) | Date climatice pentru Curitiba (1961–1990) | Date climatice pentru Curitiba (1961–1990) | Date climatice pentru Curitiba (1961–1990) | Date climatice pentru Curitiba (1961–1990) | Date climatice pentru Curitiba (1961–1990) | Date climatice pentru Curitiba (1961–1990) | Date climatice pentru Curitiba (1961–1990) | Date climatice pentru Curitiba (1961–1990) | Date climatice pentru Curitiba (1961–1990) |
| Luna                                                                   | Ian                                        | Feb                                        | Mar                                        | Apr                                        | Mai                                        | Iun                                        | Iul                                        | Aug                                        | Sep                                        | Oct                                        | Nov                                        | Dec                                        | Anual                                      |
| ---------------------------------------------------------------------- | ------------------------------------------ | ------------------------------------------ | ------------------------------------------ | ------------------------------------------ | ------------------------------------------ | ------------------------------------------ | ------------------------------------------ | ------------------------------------------ | ------------------------------------------ | ------------------------------------------ | ------------------------------------------ | ------------------------------------------ | ------------------------------------------ |
| Maxima medie °C (°F)                                                   | 25.6 (78,1)                                | 25.8 (78,4)                                | 24.9 (76,8)                                | 22.3 (72,1)                                | 21.1 (70)                                  | 18.3 (64,9)                                | 19.4 (66,9)                                | 20.9 (69,6)                                | 21.3 (70,3)                                | 22.6 (72,7)                                | 24.5 (76,1)                                | 25.4 (77,7)                                | 22,7 (72,9)                                |
| Media zilnică °C (°F)                                                  | 19.6 (67,3)                                | 19.9 (67,8)                                | 19.0 (66,2)                                | 16.7 (62,1)                                | 14.6 (58,3)                                | 12.2 (54)                                  | 12.8 (55)                                  | 14.0 (57,2)                                | 15.0 (59)                                  | 16.5 (61,7)                                | 18.2 (64,8)                                | 19.3 (66,7)                                | 16,5 (61,7)                                |
| Minima medie °C (°F)                                                   | 15.8 (60,4)                                | 16.3 (61,3)                                | 15.4 (59,7)                                | 12.8 (55)                                  | 10.2 (50,4)                                | 7.8 (46)                                   | 8.1 (46,6)                                 | 9.2 (48,6)                                 | 10.8 (51,4)                                | 12.5 (54,5)                                | 14.0 (57,2)                                | 15.4 (59,7)                                | 12,4 (54,3)                                |
| Minima istorică °C (°F)                                                | 8.2 (46,8)                                 | 6.8 (44,2)                                 | 3.9 (39)                                   | −4 (24,8)                                  | −2.3 (27,9)                                | −4 (24,8)                                  | −5.2 (22,6)                                | −5.2 (22,6)                                | −5.4 (22,3)                                | −1.5 (29,3)                                | −0.9 (30,4)                                | 3.6 (38,5)                                 | −5,4 (22,3)                                |
| Precipitații mm (inches)                                               | 165.0 (6.496)                              | 142.1 (5.594)                              | 126.6 (4.984)                              | 90.0 (3.543)                               | 99.2 (3.906)                               | 98.1 (3.862)                               | 89.0 (3.504)                               | 74.5 (2.933)                               | 115.4 (4.543)                              | 134.2 (5.283)                              | 123.8 (4.874)                              | 150.1 (5.909)                              | 1.408,0 (55,433)                           |
| Umiditate [%]                                                          | 79                                         | 80                                         | 80                                         | 79                                         | 82                                         | 76                                         | 81                                         | 79                                         | 82                                         | 82                                         | 80                                         | 82                                         | 80                                         |
| Nr. de zile cu precipitații (≥ 0.1 mm)                                 | 17                                         | 15                                         | 16                                         | 14                                         | 14                                         | 12                                         | 12                                         | 10                                         | 12                                         | 13                                         | 13                                         | 16                                         | 164                                        |
| Ore însorite                                                           | 159.8                                      | 135.0                                      | 142.0                                      | 137.2                                      | 152.2                                      | 129.7                                      | 147.6                                      | 148.3                                      | 122.1                                      | 137.2                                      | 152.2                                      | 150.9                                      | 1.714,2                                    |
| Sursa nr. 1: World Meteorological Organization NOAA (sun and humidity) |                                            |                                            |                                            |                                            |                                            |                                            |                                            |                                            |                                            |                                            |                                            |                                            |                                            |
| Sursa nr. 2: Weatherbase (recorduri maxime și minime)                  |                                            |                                            |                                            |                                            |                                            |                                            |                                            |                                            |                                            |                                            |                                            |                                            |                                            |

## Relații internaționale

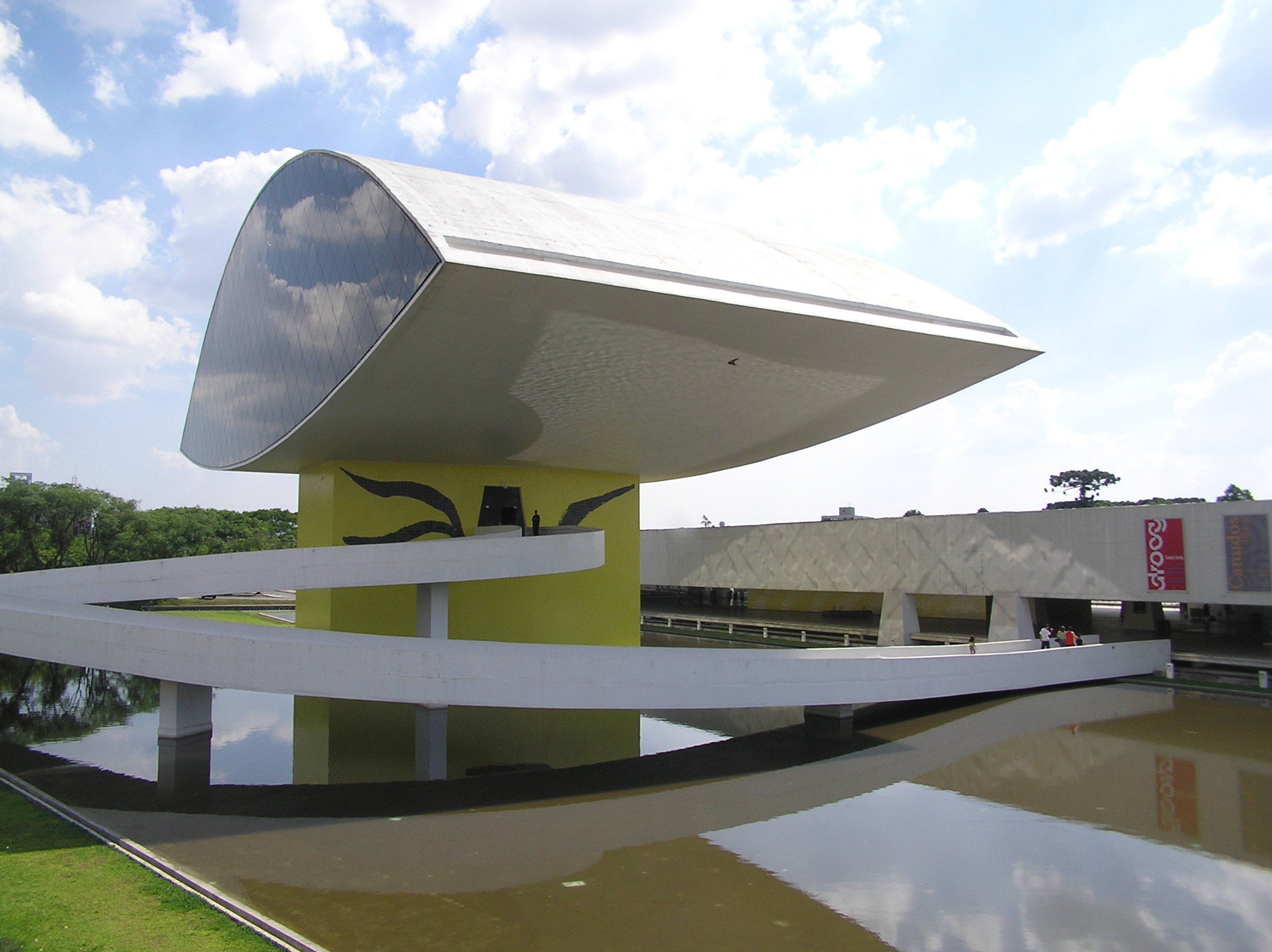
Oscar Niemeyer Museum.

### Orașe înfrațite
Curitiba este înfrațit cu:
| - Akureyri, Islanda - Asunción, Paraguay - Coimbra, Portugalia - Guadalajara, Mexic - Hangzhou, China - Himeji, Japonia | - Kraków, Polonia - Lyon, Franța - Montevideo, Uruguay - Orlando, Florida, Statele Unite - Santa Cruz de la Sierra, Bolivia - Suwon, Coreea de Sud |

### Acorduri de cooperare
Curitiba are acorduri de cooperare cu:
- Lisabona, Portugalia[22]

## Personalități marcante

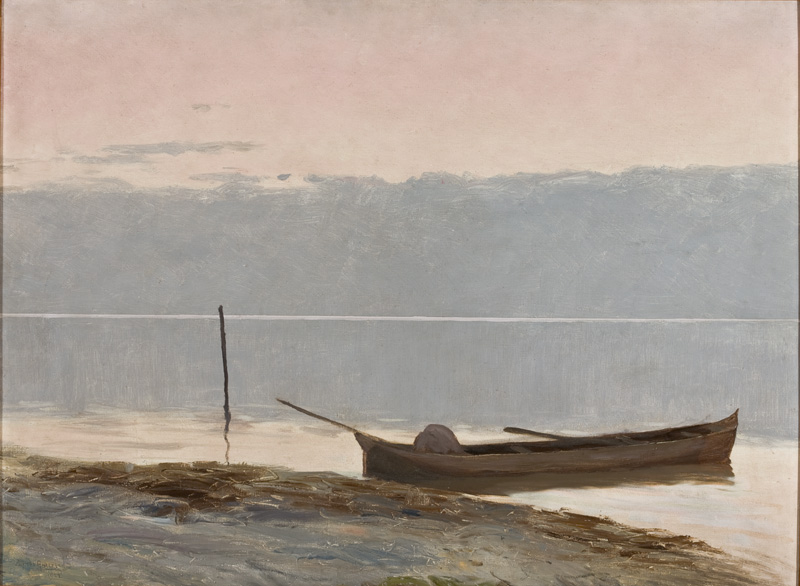
Landscape with Canoe on the Margin (1922). Painting by Alfredo Andersen (São Paulo Museum of Art, São Paulo).

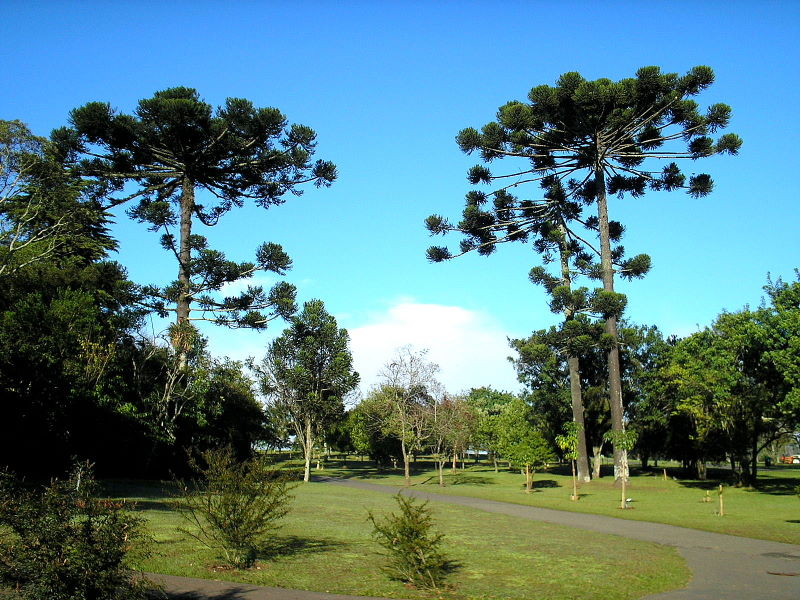
Araucárias of Botanical Garden.

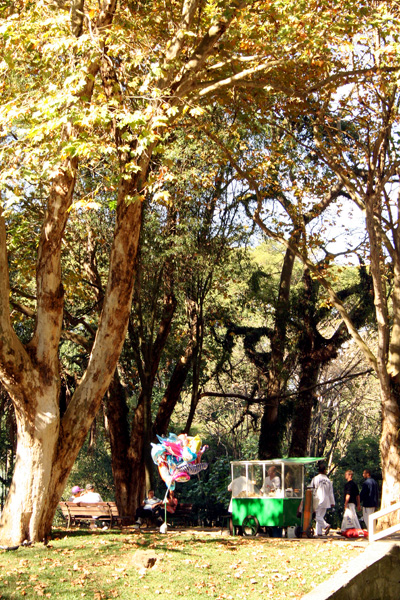
Passeio Público.

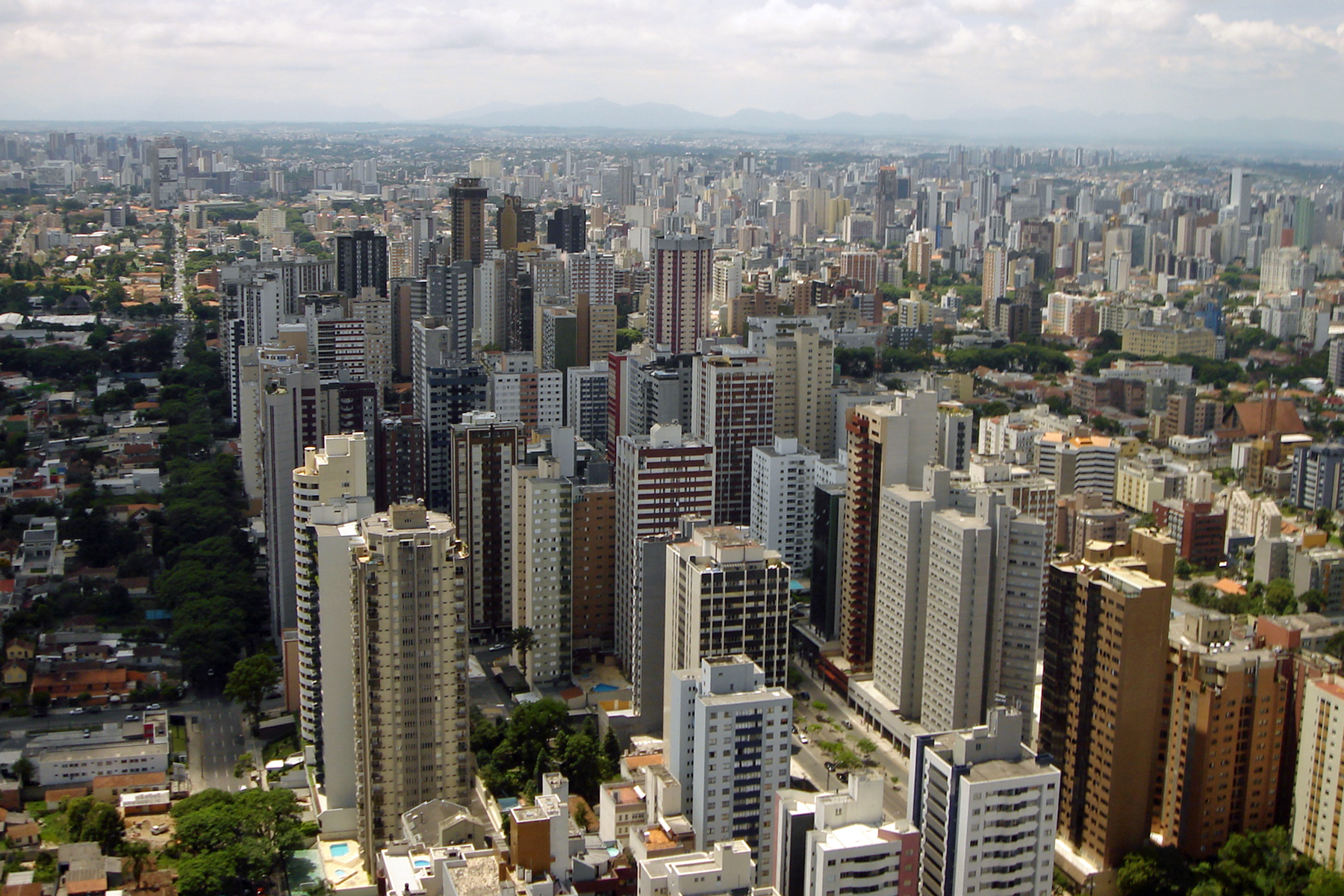
Aerial view of Curitiba.

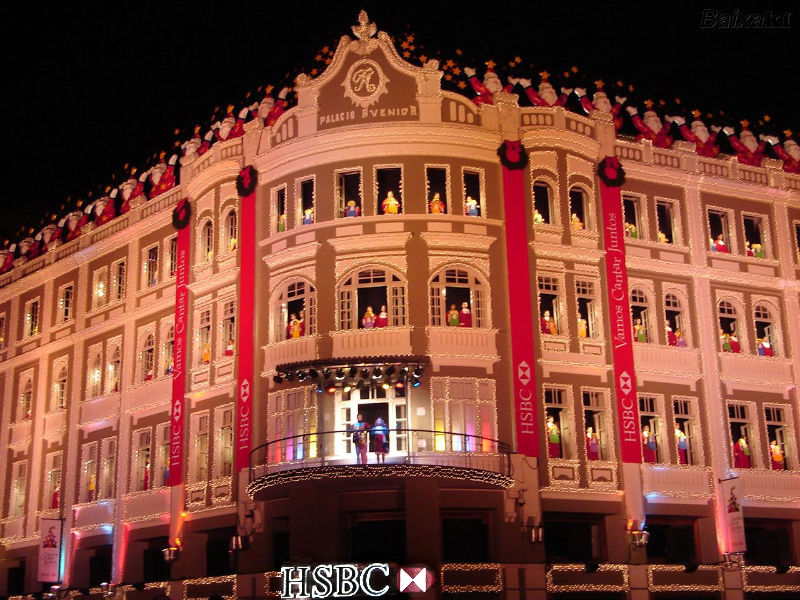
Annual Xmas celebration by HSBC.

### Architectură
- Jaime Lerner
- João Batista Vilanova Artigas

### Arte
- Alfredo Andersen – sculptor și pictor norvegian[23]
- Alexandre Slaviero - actor
- Andrade Muricy – compozitor și critic literar și muzical[24]
- Dalton Trevisan – scriitor
- Emílio de Meneses – poet și jurnalist, "nemuritor" al Academiei de Litere a Braziliei[25]
- Fernanda Machado – actriță
- Francisco Lachowski – supermodel
- Guido Viaro – pictor și profesor italian[26]
- Guilherme Weber – actor
- Guta Stresser – actriță
- Icarius De Menezes – Director de creație
- Isabeli Fontana – supermodel
- Isadora Ribeiro – actriță
- Jaime Lerner – arhitect și urbanist
- Katiuscia Canoro – actriță
- Luís Melo – actor
- Luiz Carlos Alborghetti – prezentator TV
- Marjorie Estiano – actriță și cântăreață
- Paulo Leminski – poet și scriitor
- Simone Spoladore – actriță
- Tasso da Silveira - poet, jurnalist, deputat și profesor[27]

### Știință
- Alex Kipman - om de știință
- César Lattes – fizician
- Ned Kock – om de știință
- Newton da Costa – matematician
- Ricardo Ramina – doctor

### Politică
- Carlos Alberto "Beto" Richa - Guvernator al Statului Paraná
- Roberto Requião de Mello e Silva - Guvernator al Statului Paraná

### Sport
Fotbal
- Alexandro de Souza
- Adriano Correia
- Paulo Rink

MMA
- Cristiane "Cyborg" Justino
- Mauricio "Shogun" Rua
- Murilo "Ninja" Rua
- Wanderlei Silva
- Anderson "The Spider" Silva

Motorsport
- Augusto Farfus – DTM
- Enrique Bernoldi – pilot de Formula One – pilot de IndyCar
- Raul Boesel – pilot de Formula One – pilot de IndyCar . Campion în 1987 în World Sportscar Championship.
- Ricardo Zonta – pilot de Formula One. 1998 FIA GT Championship champion

Basketball
- Rolando Ferreira – (medaliat cu aur la Jocurile Panamericane 1987 ). Fost jucător la Portland Trail Blazers

Beach Volleyball
- Emanuel Rego (medaliat cu aur la Olimpiada de Vară 2004)

Poker
- Alexandre Gomes (campion mondial WSOP și WPT 2008–2009)

## Legături externe
- http://www.curitiba-brazil.com/